# Polopravidelná proměnná hvězda
Polopravidelná proměnná hvězda je typ pulsujících proměnných hvězd. Jsou to obři nebo veleobři přechodného a pozdního spektrálního typu vykazující značnou periodicitu ve změnách jejich jasnosti, doprovázenou nebo někdy přerušovanou různými nepravidelnostmi. Perioda se pohybuje v rozsahu od 20 do více než 2000 dní, zatímco tvar světelných křivek může být odlišný v každém cyklu. Amplituda změn může dosahovat od několika setin do několika jednotek hvězdné velikosti, obvykle však 1-2 magnitudy ve V filtru.